# Thomas A. Hendricks
Thomas Andrews Hendricks (Fultonham, Ohio; 7 de septiembre de 1819-Indianápolis, Indiana; 25 de noviembre de 1885) fue un político estadounidense, Representante, Senador por Indiana, Gobernador de Indiana, y 21.er vicepresidente de Estados Unidos.
Hendricks fue un político muy popular dentro del Partido Demócrata, ya que fue el primer miembro de aquel partido en ganar una elección en un estado del norte tras la Guerra de Secesión. Por otra parte, durante aquel conflicto, se encontraba desempeñándose como senador y no vaciló en su posición. Su mandato como de Indiana se vio sacudido por el pánico de 1873. No tuvo mayoría legislativa demócrata en la legislatura local, por lo que tampoco destacó en la creación de leyes significativas. 
Fue candidato a vicepresidente acompañando a Samuel J. Tilden, en las controvertidas elecciones presidenciales de 1876, sin resultar la fórmula electa. Sin embargo, en la elección de 1884, y pese a encontrarse en un precario estado de salud, fue escogido como compañero de fórmula de Grover Cleveland. Fue elegido, pero falleció ocho meses después de asumir el cargo.